# Rosevleugel
De rosevleugel (Calliptamus italicus) is een rechtvleugelig insect uit de familie veldsprinkhanen (Acrididae), onderfamilie Calliptaminae. De rosevleugel wordt abusievelijk wel rozevleugel genoemd en tot recentelijk werd de soort tot de onderfamilie Catantopinae gerekend.

## Kenmerken
De kleur is grijsbruin met lichtere vlekken, van het oog loopt een lichte streep over het halsschild en de vleugel die bij heel donkere exemplaren ontbreekt. De achtervleugels en de schenen van het achterste potenpaar zijn roodachtig van kleur. De soort is langgevleugeld; de vleugels reiken tot achter de achterlijfspunt. Mannetjes bereiken een lengte van 14 tot 25 millimeter, de vrouwtjes zijn 20 tot 33 mm lang. Net als de Egyptische sprinkhaan is er een knobbel aanwezig tussen de voorpoten aan de buikzijde.
De rosevleugel lijkt sterk op Costa's rosevleugel (Calliptamus barbarus), die ook in Frankrijk voorkomt. De soorten zijn alleen te onderscheiden door met een loep naar de dijen van de vrouwtjes of de achterlijfspunt van de mannetjes te kijken.

## Verspreiding
De rosevleugel komt voor in zuidelijk Europa en ontbreekt in Nederland, in België is de soort aan het begin van de twintigste eeuw verdwenen. De sprinkhaan komt wel in noordelijk Frankrijk voor en er zijn enkele populaties in Duitsland maar in het grootste deel van Duitsland is de rosevleugel uitgestorven. De habitat bestaat uit stenige en rotsige, warme en niet sterk begroeide plaatsen.
In 2019 werden in België weer rosevleugels ontdekt. Na vondsten in onder meer Belgisch Limburg publiceerde EIS Kenniscentrum Insecten op 13 augustus 2019 op hun website de vraag: Wie ontdekt de eerste rosevleugel in Nederland? Al de volgende ochtend werd een vrouwelijke rosevleugel langs de Geul bij Itteren gevonden. In 2024 werd ten noordoosten van Cadier en Keer (Limburg) in Groeve 't Rooth de eerste populatie gevonden.

## Levenswijze
De rosevleugel is als volwassen insect te zien van juli tot oktober en is vooral actief tussen negen uur in de ochtend en zeven uur in de avond. De mannetjes kennen geen roepzang maar maken geluiden met hun monddelen als ze exemplaren van dezelfde soort opmerken, waarbij schokkende bewegingen met de poten en antennes worden gemaakt. Bij andere veldsprinkhanen is dit gedrag niet bekend.

## Afbeeldingen

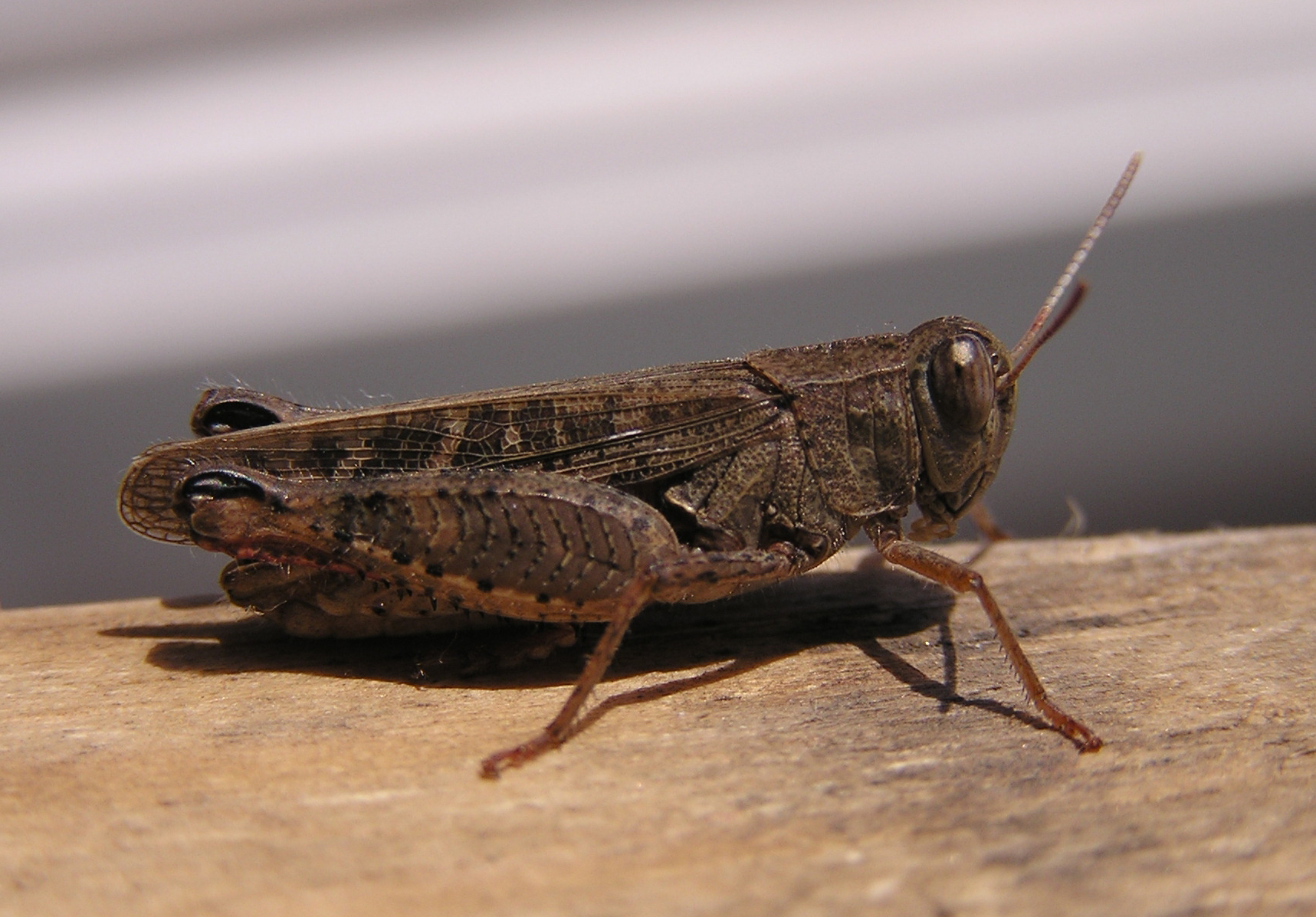
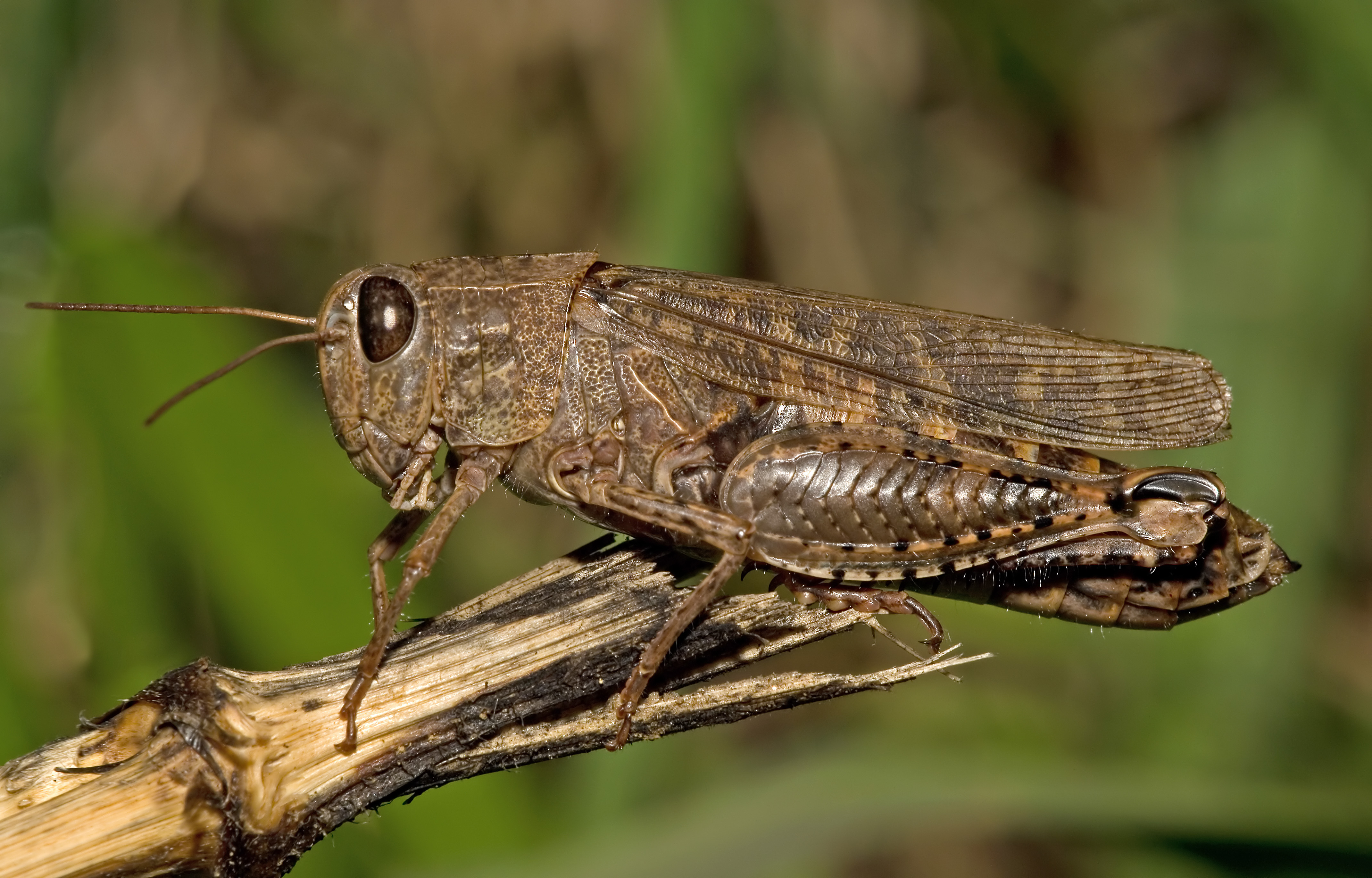